# Sacaba (gemeente)
Sacaba is een gemeente (municipio) in de Boliviaanse provincie Chapare in het departement Cochabamba. De gemeente telt naar schatting 200.665 inwoners (2018). De hoofdplaats is Sacaba.